# Clube FM Catanduva
Clube FM Catanduva é uma estação de rádio brasileira concessionada em Santa Adélia e sediada em município de Catanduva, ambas cidades do estado de São Paulo. Opera na frequência FM 106,9 MHz, e é afiliada à Rede Clube FM.

## História
Em 16 de janeiro de 2018, o Grupo Moraes de Comunicação anunciou o lançamento de uma nova emissora através da frequência 106,9 FM de Santa Adélia, com afiliação a CBN. A emissora entrou em expectativa em 6 de abril, A estreia aconteceu em 16 de julho..
Em 12 de novembro de 2020, a CBN realizou o seu primeiro debate envolvendo os candidatos a prefeito de Catanduva.
Em 3 de março de 2021, o Grupo Moraes de Comunicação, proprietário da emissora, anunciou que a emissora deixaria a CBN e passaria a transmitir a Rede Clube FM. Em 4 de maio, a 106.9 FM encerra sua parceria com a CBN e inicia expectativa para a Clube FM, a estreia aconteceu em 14 de junho.